# Theosodon
Theosodon − rodzaj wymarłego ssaka łożyskowcego z rzędu litopternów, rodziny Macraucheniidae, zamieszkującego we wczesnym miocenie Amerykę Południową. Theosodon z wyglądu przypominał nieco obecnie żyjące gwanako andyjskie. Miał do 2 m długości, długą szyję oraz trzy palce na każdej stopie. Ponadto były palcochodami. Wyróżnia się następujące gatunki tegoż ssaka: T. lydekkeeri, T. garretorum, T. fontanus (fontanai), T. gracilis, T. karaikensis, T. patagonica.